# Babylon A.D.
Babylon A.D. és una pel·lícula francesa de ciència-ficció del 2008 dirigida per Mathieu Kassovitz i protagonitzada per Vin Diesel. Es basa en la novel·la Babylon Babies de Maurice Georges Dantec, publicada el 1999. La pel·lícula es va doblar al català.

## Sinopsi
La pel·lícula té lloc en un futur pròxim, marcat per la misèria, l'escalfament climàtic i la guerra. Se centra en el mercenari Toorop (Vin Diesel), qui ha de transportar en sis dies l'Aurora (Mélanie Thierry) des de Mongòlia fins a Nova York, on té prohibida l'entrada. En Toorop i el magnat rus Gorsky acorden el valor de la missió en mig milió de dòlars, a més d'una nova vida als Estats Units. El protagonista és aleshores dut a un convent on trobar sor Rebeca (Michelle Yeoh), qui li explica que ella i l'Aurora han de viatjar juntes. Durant el viatge, l'Aurora presenta poders de predicció, la qual cosa els salva d'una potent deflagració en una frontera. Durant el trajecte, tots tres descobreixen diversos opositors de la secta dels noelites i el pare de l'Aurora. Tanmateix, amb l'ajut d'un nou company, el grup es dirigeix a l'estret de Bering, que creuen en un submarí rus. Serà la primera de moltes aventures fins a poder arribar a la seva destinació.

## Repartiment
| Intèrpret          | Personatge         | Veu en català       |
| ------------------ | ------------------ | ------------------- |
| Vin Diesel         | Toorop             | Jordi Boixaderas    |
| Michelle Yeoh      | germana Rebeka     | Neus Sendra         |
| Mélanie Thierry    | Aurora             | Gemma Ibáñez        |
| Gérard Depardieu   | Gorsky             | Jaume Comas         |
| Charlotte Rampling | Suma Sacerdotessa  | Maria Luisa Solà    |
| Mark Strong        | Finn               | Amadeu Aguado       |
| Lambert Wilson     | Darquandier        | Eduard Elias        |
| Joel Kirby         | Dr. Newton         | Joan Anton Ramoneda |
| Souleymane Dicko   | Jamal              | Ramon Canals        |
| Jan Unger          | promotor de lluita | Albert Socias       |